# Johnston Spur
Der Johnston Spur ist ein Gebirgskamm an der Lassiter-Küste des Palmerlands auf der Antarktischen Halbinsel. Er ragt im Zentrum der Guettard Range auf und erstreckt sich ostwärts zur Südflanke des Johnston-Gletschers.
Der United States Geological Survey kartierte ihn anhand eigener Vermessungen und Luftaufnahmen der United States Navy aus den Jahren von 1961 bis 1967. Das Advisory Committee on Antarctic Names benannte ihn 1968 nach Thomas M. Johnston, Anlagenbetreiber auf der Amundsen-Scott-Südpolstation im antarktischen Winter des Jahres 1965.